# Jam
Jam ali džam (mongolsko өртөө, örtöö, dobesedno 'kontrolna točka', rusko ям, latinizirano: jam) je bil mongolski poštni sistem oziroma sistem oskrbovalnih točk in kurirskih poti. Sistem je obsežno uporabljal in širil kan Ögedej, uporabljali pa so ga tudi kasnejši mongolski kani in veliki kani.
Relejne postaje so zagotavljale hrano, zavetje in rezervne konje za mongolske vojaške sle. Ögedej je jamu posvečal posebno pozornost, ker so mongolske vojske takrat potovale hitro, njihovi sli pa so morali biti še hitrejši in so prepotovali 200–300 kilometrov na dan.
V Rusiji se je sistem ohranil tudi po razpadu Zlate horde  v 15. stoletju.

## Mongolski jam
Po Tajni zgodovini Mongolov je jam ustanovil kan Ögedej. Drugi viri kažejo, da je osnovni poštni sistem obstajal že v času vladavine Džingiskana. Tajna zgodovina in nekateri perzijski viri pripisujejo Ögedeju zasluge za postavitev poštnih postaj po Mongolskem cesarstvu. Ko so se Mongoli razširili na severno Kitajsko, so bile obstoječe poštne postaje dinastije Džin vključene v mongolski sistem jam.
Jam je deloval kot veriga relejnih postaj, običajno približno 32–64 km vsaksebi. Ko je glasnik prispel na relejno postajo, je  svoje informacije posredoval drugemu glasniku, ki jih je prenesel do naslednje postaje. Sam je po prihodu počival. Na ta način so bile informacije ali dokumenti v nenehnem gibanju. V vsaki relejni postaji so bili rezervni konji, hrana in zavetje.
Delovanje so podrobno opisali evropski popotniki, med njimi Giovanni da Pian del Carpine, Viljem iz Rubrucka, Marco Polo in Odoriko iz Pordenona. Sistem kurirjev ni bil prvi, saj je obstajal že v Perzijskem in Rimskem cesarstvu, a je bil po velikosti in učinkovitosti brez primere. Mongolske kurirske poti so se sčasoma preoblikovale v trgovske poti.  Sporočila so se lahko pošiljala od Koreje in Vietnama na vzhodu do Perzije in Rusije na zahodu.
Möngke je stari mongolski sistem pobiranja davkov v Rusiji zamenjal z novim.  Po smrti Aleksandra Nevskega leta 1263 je novi veliki knez Velikemu Novgorodu dovolil organizirati svoj sistem pobiranja davkov, v katerem so Mongoli dobili svoj delež, sicer pa so Mongoli v Rusijo sprva poslali svoje davčne izterjevalce. Da bi ruske plemiče obdržali na svoji strani, so plemiči, če so plačevali davke, smeli obdržati svojo zemljo. Spoštovali so tudi njihovo oblast na lokalni ravni.

## Ruski jam
V  Rusiji se je po razpadu Zlate horde v 15. stoletju sistem jam ohranil kot sredstvo hitre vladne komunikacije in kasneje poštne službe, imenovane jamska kurirska služba. Vzdrževal se je z  jamsko dajatvijo, ki jo je plačevalo tako mestno kot podeželsko prebivalstvo. Nadziral ga je jamskoj prikaz. Kočijaž, ki je opravljal poštno službo, se je imenoval jamščik. 
Številna ruska naselja so v svojih imenih ohranila izraz 'jam', na primer Jam-Tjosovo in Gavrilov-Jam. Vzhodno od reke Irtiš je jezero Jamiš, čigar ime izhaja iz besede jam, in je bilo v prejšnjih stoletjih verjetno postojanka v mongolskem jamskem sistemu.  